# Codex Tischendorfianus IV
Codex Tischendorfianus IV designado por Γ ou 036 (Gregory-Aland), ε 70 (von Soden), é um manuscrito uncial grego do Evangelhos, datado pela paleografia para o século X.
158 folhas do códex são alojadas na Bodleian Library (Auct. T. infr 2.2) em Oxford e 99 folhas do códex são localizados agora na Biblioteca Nacional Russa (Gr. 33).

## Descoberta
Contém 257 fólios dos quatro Evangelhos (30 x 23 cm), e foi escrito em umo coluna por página, em 24 linhas por página. Contém respiração e acentos.

## Texto
O texto grego desse códice é um representante do Texto-tipo Bizantino. Aland colocou-o na Categoria V.
O texto de Mateus 16,2b-3 (os Sinais dos Tempos) é omisso.